# Липа звичайна (пам'ятка природи, Рожищенський район)
Ли́па звича́йна — ботанічна пам'ятка природи місцевого значення в Україні. Розташована на території Рожищенського району Волинської області, в селі Іванчиці. 
Площа — 0,05 га. Статус отриманий у 1974 році. Перебуває у віданні: Іванчицівська сільська рада. 
Статус надано для збереження кількох екземплярів старовікових лип звичайних.

## Галерея

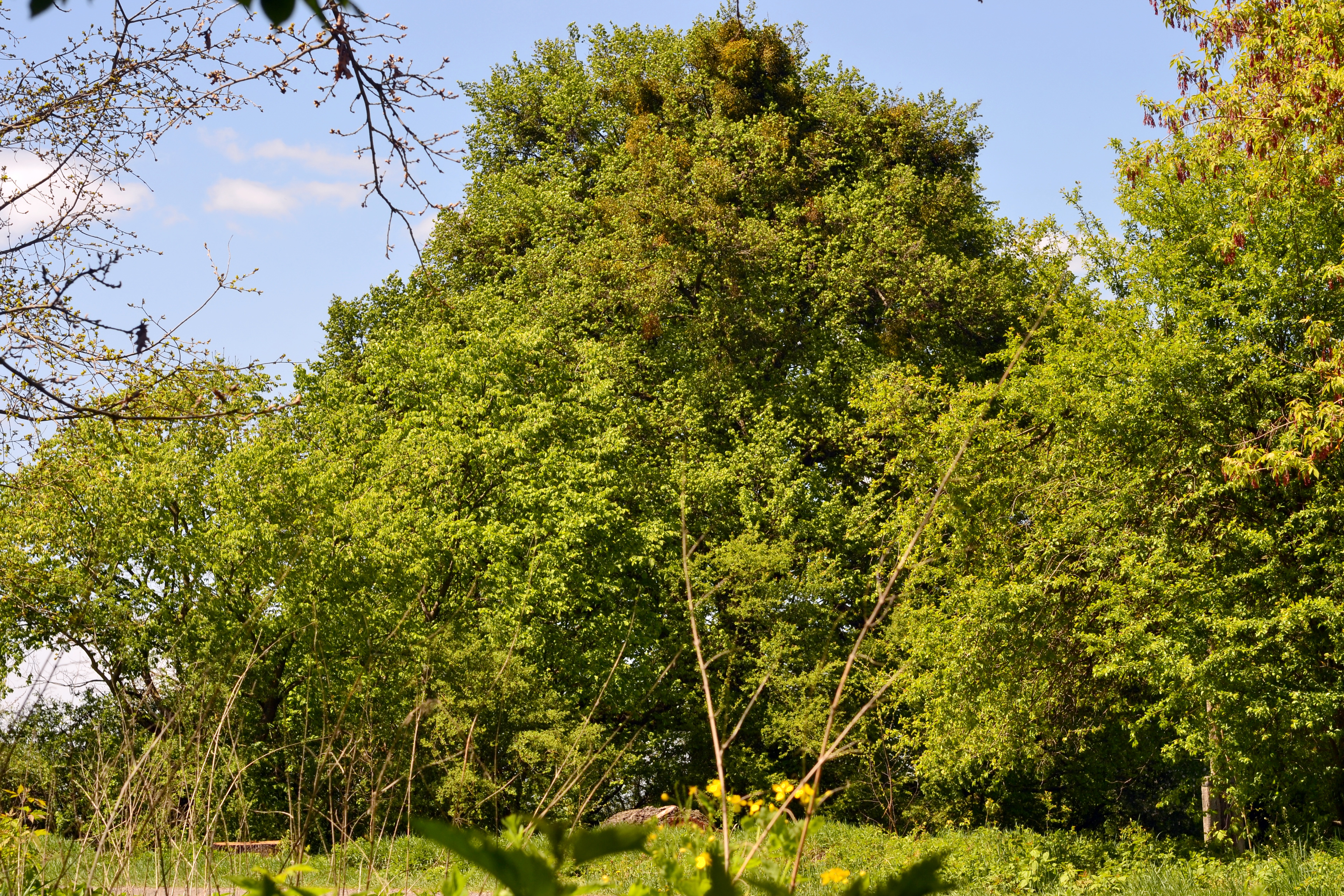
Вигляд із заходу
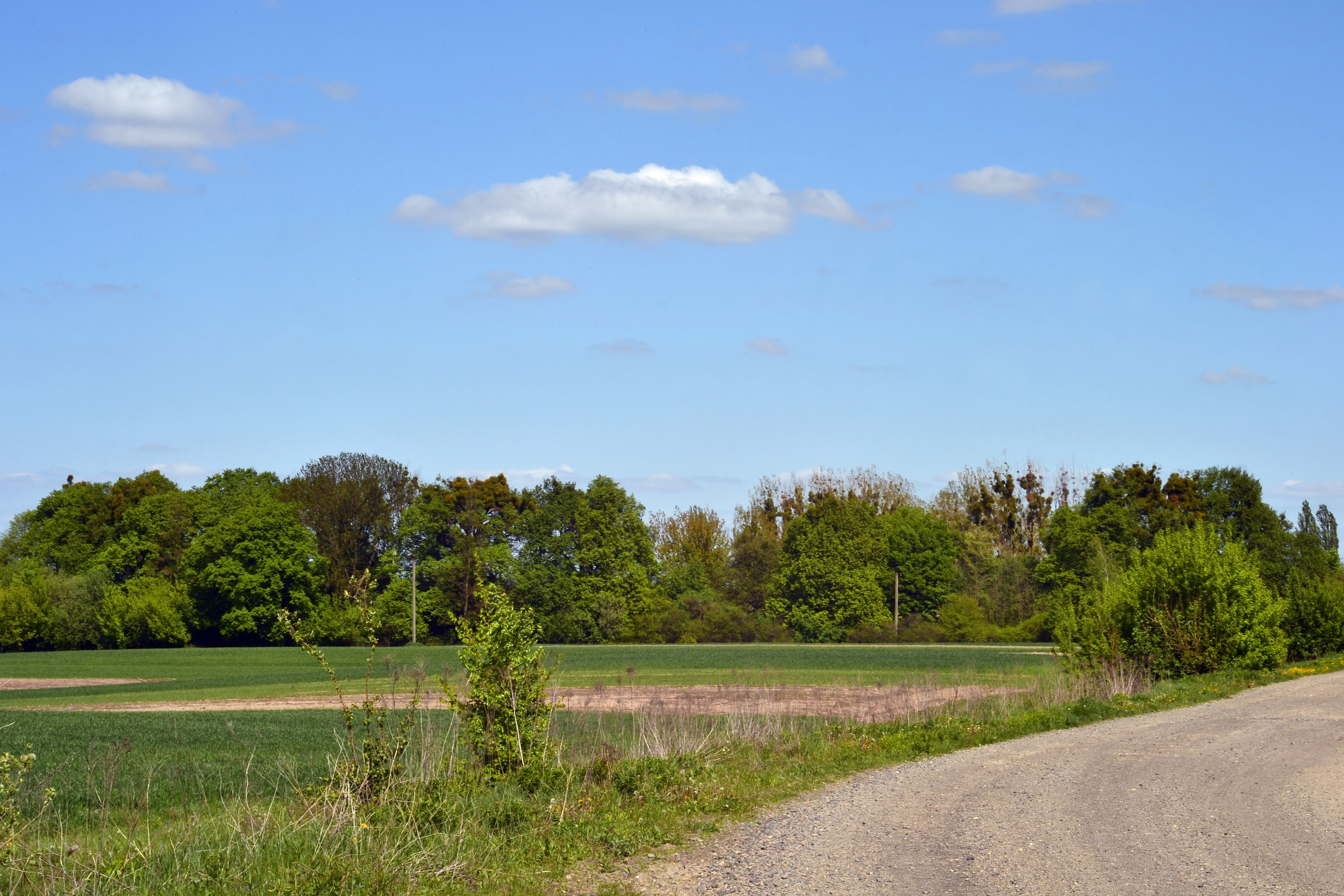
Вигляд з дороги до с. Озденіж
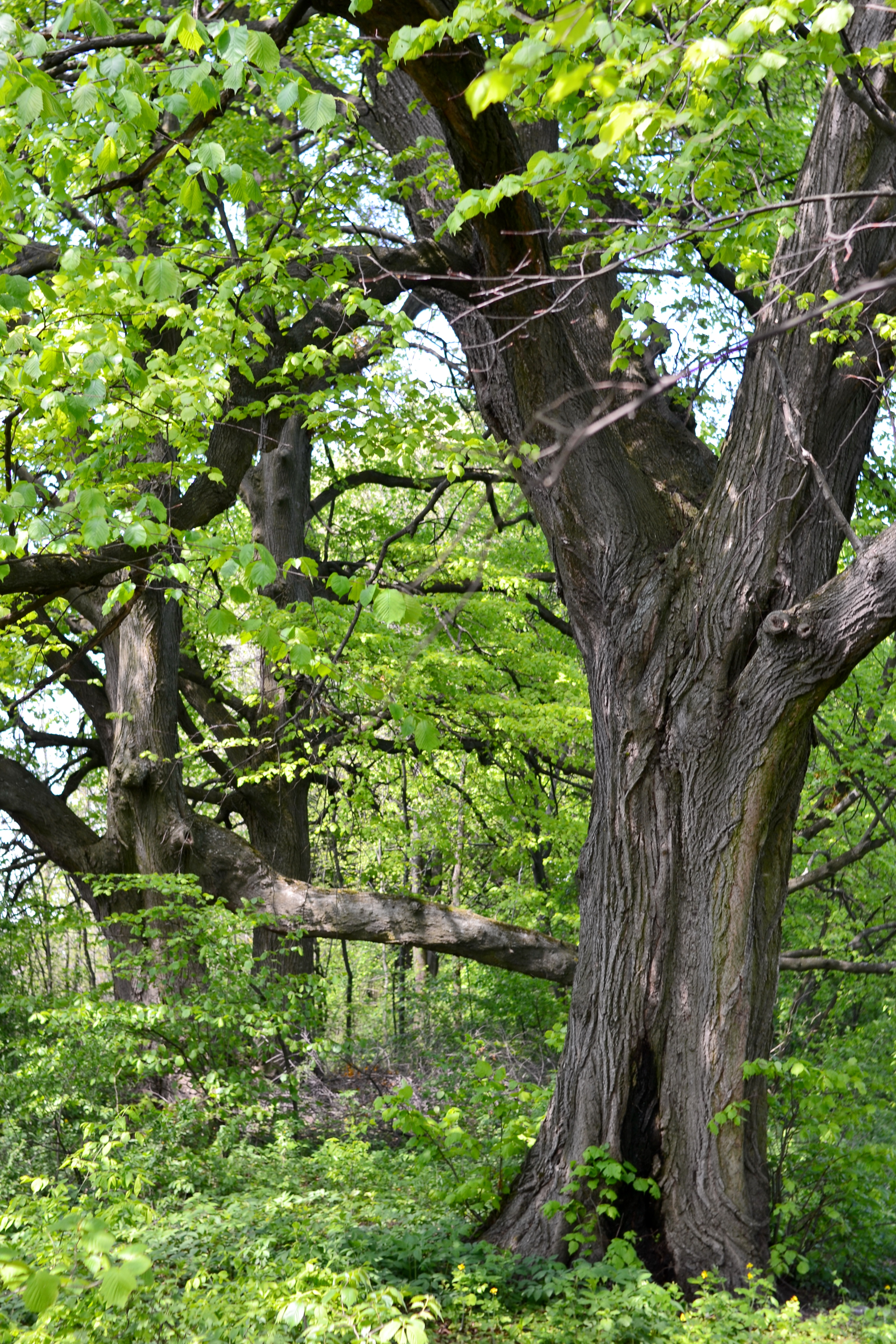
Одна з групи лип
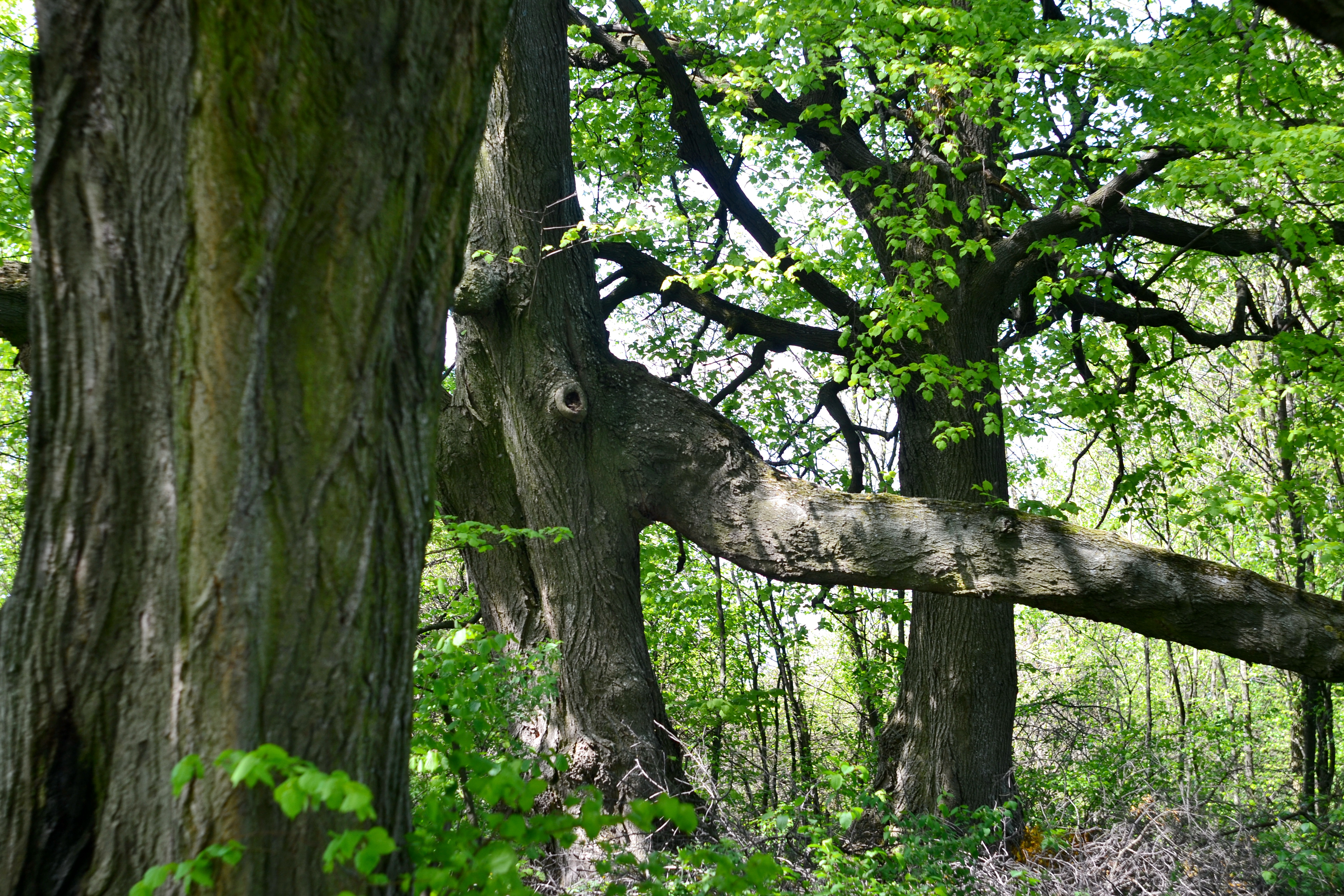
Друга з групи лип